# چگالش

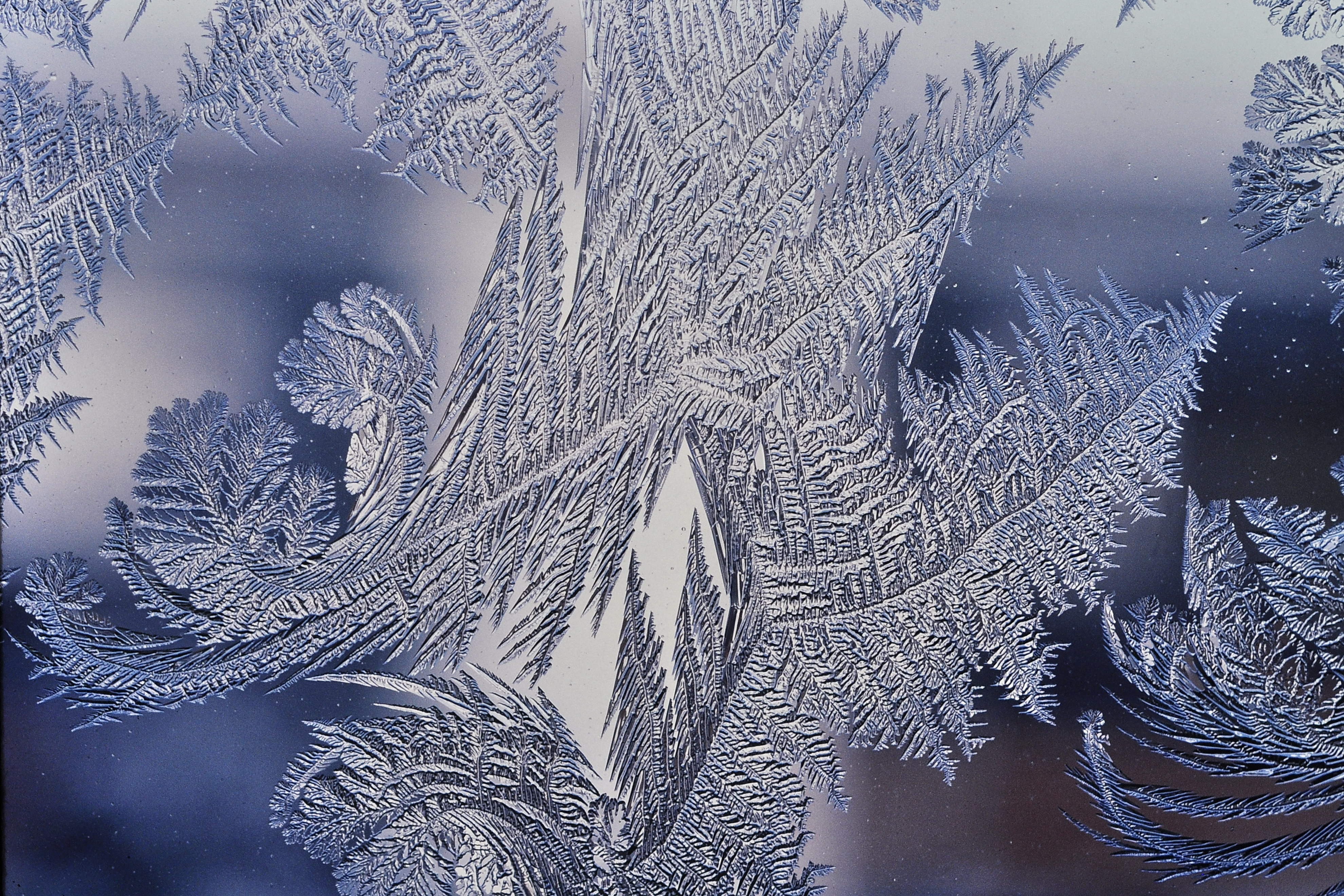
چگالش مستقیم بخار آب از هوای مرطوب زمستانی به حالت جامد، الگوی یخ‌زدگی کریستالی روی یک پنجره، بدون اینکه بخار آب هرگز در این فرایند به حالت مایع باشد.

چگالش (به انگلیسی: Deposition) نوعی گذار فاز و یک فرایند ترمودینامیکی است که در آن ماده مستقیماً از حالت گاز به جامد تبدیل می‌شود. از آنجا که معکوس چگالش، فرایند تصعید (تبدیل شدن جامد به گاز یا بخار) است، گاهی چگالش را واتصعید (desublimation) نیز می‌نامند. مثال چگالش: تبدیل گاز کربن دی‌اکسید به کربن دی‌اکسید جامد (یخ خشک) - برفک یخچال.

## جدول
| بهاز   | جامد   | مایع  | گاز      | پلاسما |
| ------ | ------ | ----- | -------- | ------ |
| جامد   |        | ذوب   | تصعید    |        |
| مایع   | انجماد |       | تبخیر    |        |
| گاز    | چگالش  | میعان |          | یونش   |
| پلاسما |        |       | بازترکیب |        |